# Malevolent Creation
Malevolent Creation – amerykańska grupa muzyczna wykonująca death metal z wpływami thrash metalu. Powstała 1987 roku w Buffalo, wkrótce potem muzycy przeprowadzili się do Fort Lauderdale w stanie Floryda. W swej twórczości grupa nawiązuje do takich zagadnień jak śmierć, przemoc, nienawiść czy wojna. 
Z zespołem związana jest wytwórnia muzyczna Arctic Music label, która powstała z inicjatywy gitarzysty grupy Phila Fasciana. Wytwórnia wydała m.in. dwa albumy koncertowe Malevolent Creation.

## Historia
6 czerwca 1989 roku ukazało się pierwsze demo grupy pt. Demo I. Kaseta została wydana przez zespół w nakładzie 100 egzemplarzy. Rok później ukazało się drugie demo pt. Demo 1990. W 1991 roku nakładem wytwórni muycznej Roadracer Records ukazał się pierwszy album Malevolent Creation zatytułowany The Ten Commandments. W 1992 roku ukazał się drugi album Retribution. Wydawnictwo ukazało się nakładem wytwórni muzycznej Roadrunner Records. 26 października 1993 roku ukazał się trzeci album grupy pt. Stillborn. Tego samego roku ukazał się 4 way split pt. Live Death, zawierający nagrania grup Malevolent Creation, Suffocation, Exhorder i Cancer. W 1994 roku po trasie koncertowej promującej album Stillbron grupę opuścił wokalista Brett Hoffmann. 17 sierpnia 1996 roku ukazał się czwarty album pt. Eternal. W 1997 roku ukazał się piąty album pt. In Cold Blood. Tego samego roku ukazała się również kompilacja nagrań pt. Joe Black. W 1998 roku ukazał się szósty album pt. The Fine Art of Murder. W 2000 roku ukazał się siódmy album pt. Envenomed. Tego samego roku ukazała się kompilacja pt. Manifestation. 
19 lutego 2001 roku grupa wystąpiła warszawskim klubie Proxima. Koncert poprzedziły występy grup Aeternum i Rotten Sound. 1 marca tego samego roku wokalista Brett Hoffmann został aresztowany, gdy wracał z zespołem z europejskiej trasy koncertowej. Powodem zatrzymania było naruszenie przepisów zwolnienia warunkowego. Muzyk spędził w areszcie trzy miesiące po czym został zwolniony. Tuż przed sesja nagraniową kolejnego albumu Hoffmann opuścił grupę. Wokalistę zastąpił Kyle Simmons występujący w grupie Hate Plow. W 2002 roku z nowym wokalistą w składzie ukazał się ósmy album grupy pt. The Will To Kill. Wydawnictwo zostało nagrane w Mana Studios w Tampa, na Florydzie we współpracy z Jeanem-François Dagenaism oraz Shawnem Ohtanim.
W 2003 roku do zespołu dołączył perkusista Tony Laureano, który zastąpił dotychczasowego muzyka – Ariela Alvarado, który występował z Malevolent Creation podczas koncertów. Laureano wziął udział w m.in. w trasie koncertowej No Mercy Festivals 2003 oraz koncertach w Brazylii. 5 kwietnia w katowickim Spodku grupa wystąpiła w ramach festiwalu Metalmania. 22 września tego samego nakładem Roadrunner Records ukazała się kompilacja pt. The Best of Malevolent Creation. W grudniu 2003 do zespołu powrócił perkusista Dave Culross. Oświadczenie zespołu sprawie powrotu Culrossa:

Po pierwsze, pogłoski o powrocie Dave'a Culrossa do Malevolent Creation są prawdziwe! Bardzo się cieszymy, że znów możemy z nim pracować. Kolejna wspaniała wiadomość jest taka, że naszą kolejną płytę na całym świecie wyda wytwórnia Nuclear Blast. Naszą ostatnią płytę The Will To Kill oni wydali tylko w Europie, ale zrobili tam dla nas wspaniałą robotę

.
27 sierpnia 2004 roku ukazał się dziewiąty album pt. Warkult. Album zrealizował Jean-Francois Degenais, gitarzysta kanadyjskiej grupy Kataklysm i producent muzyczny. 21 września tego samego roku nakładem Arctic Music Group ukazał się pierwszy album koncertowy grupy pt. Conquering South America – Live. Wydawnictwo zostało zarejestrowane w 2003 roku podczas brazylijskiego tournée zespołu, promującego poprzednią studyjną płytę The Will To Kill.
9 stycznia 2005 roku w warszawskim klubie Proxima i 10 stycznia w krakowskim klubie Extreme grupa Malevolent Creation wystąpiła poprzedzając koncert brytyjskiej grupy Bolt Thrower. 16 maja tego samego roku ukazała się kompilacja Retrospective. W październiku z zespołu odeszli gitarzysta Rob Barret oraz basista Gordon Simms. Na ich miejsce powrócili muzycy, którzy grali już Malevolent Creation – John Rubin (gitara) i Jason Blachowicz (gitara basowa). 
17 lipca 2007 roku w Stanach Zjednoczonych nakładem Nuclear Blast ukazał się dziesiąty album grupy pt. Doomsday X. W Europie płyta ukazała się 24 sierpnia 2007 roku nakładem Massacre Records. Sesja nagraniowa odbyła się w Mercury Recording Studios w Pompano Beach na Florydzie. Gościnnie na albumie wystąpił gitarzysta grupy Slipknot – Mick Thomson. Muzyk zagrał na gitarze w utworze pt. "Deliver My Enemy". Tego samego roku z grupy odszedł perkusista Dave Culross. Muzyka zastąpił Fabian Aguirre, który występował dotychczas w takich zespołach jak Synapticide, Grindcrusher, Misty Fate czy Angel Negro. 
10 czerwca 2008 ukazał się drugi album koncertowy Malevolent Creation zatytułowany Live At The Whisky A Go Go. 29 sierpnia tego samego roku ukazało się pierwsze DVD zespołu pt. Lost Commandments. 24 lutego 2009 roku ukazał się trzypłytowa kompilacja nagrań zespołu pt. Essentials. 23 września tego samego roku w krakowskim klubie Loch Ness grupa zagrała koncert wspierana przez szwedzką grupę Vomitory. 24 sierpnia 2010 roku w USA ukazał się jedenasty album studyjny formacji zatytułowany Invidious Dominion.

## Muzycy
| Obecny skład zespołu - Brett Hoffmann – śpiew (1987–1994, 1997–2002, od 2007) - Phil Fasciana – gitara (od 1987) - Gio Geraca – gitara (od 2009), gitara basowa (2009–2010) - Jason Blachowicz – śpiew (1996–1997), gitara basowa (1991–1997, 2005–2007, od 2010) - Justin DiPinto – perkusja (2002–2003, od 2014) Muzycy koncertowi - Ariel Alvarado – perkusja (2002–2003) - David Kinkade – perkusja (2006) - Peter Tägtgren – gitara (1988) - Sean Martinez – gitara basowa (2011) - John Cooke – gitara basowa (2011–2012) - James Walford – gitara (2011) - Kevin Peace – gitara basowa (2013) | Byli członkowie zespołu - Dennis Kubas – perkusja (1987) - Lee Harrison – perkusja (1989) - Mark Simpson – perkusja (1987–1992) - Tony Laureano – perkusja (1997, 2003) - Fabian Aguirre – perkusja (2007–2010) - Alex Marquez – perkusja (1992–1994) - Derek Roddy – perkusja (1997) - Dave Culross – perkusja (1995, 1998–2001, 2003–2004, 2007–2008) - Gus Rios – perkusja (2007, 2010–2014) - Jeff Juszkiewicz – gitara (1991) - John Paul Soars – gitara (1997) - Marco Martell – gitara (2007–2010), gitara basowa (2007–2008) - Rob Barrett – gitara (1992–1994, 1998–2005) - Jon Rubin – gitara (1987–1990, 1993–1996, 2005–2008) - Kyle Symons – śpiew (2002–2007) - Gordon Simms – gitara basowa (1997–2005) - Mark Van Erp – gitara basowa (1987–1991) |

## Dyskografia
| - The Ten Commandments (1991) - Retribution (1992) - Stillborn (1993) - Eternal (1996) - In Cold Blood (1997) - The Fine Art of Murder (1998) - Envenomed (2000) - The Will To Kill (2002) - Warkult (2004) - Doomsday X (2007) - Invidious Dominion (2010) - Dead Man's Path (2015) - Conquering South America – Live (2004) - Live At The Whisky A Go Go (2008) - Australian Onslaught (2010) | - Live Death (1994) - Slatanic Slaughter II – A Tribute to Slayer (1996) - Joe Black (1997) - Manifestation (2000) - The Best of Malevolent Creation (2003) - Retrospective (2005) - Essentials (2009) - Demo I (1989) - Demo 1990 (1990) |

## Wideografia
- Lost Commandments (2008, DVD)[34]
- Death from Down Under (2011, DVD)

Bootlegi
W 2003 roku nakładem Metal Mind Productions ukazało się DVD Malevolent Creation zatytułowane The Created Live. Wydawnictwo zawierało zapis koncertu grupy na festiwalu Metalmania w Katowicach. Grupa nie udzieliła zgody na wydanie zarejestrowanego koncertu i jest traktowane jako nieoficjalne. Fragment oświadczenia zespołu w sprawie DVD:

Nasz prawnik zdołał zatrzymać dystrybucję tego bootlegu w większości krajów Europy Zachodniej, w Ameryce i w Kanadzie, ale i tak materiał jest nielegalnie dystrybuowany i sprzedawany. Radzimy dystrybutorom i fanom, aby nie kupowali tego szajsu i poczekali na wydanie naszego pierwszego oficjalnego DVD, które ukaże się latem tego roku.

- The Created Live (2003, DVD)